# Поличе, Франческо
Франческо Поличе (итал. Francesco Police; 7 июля 1893, Казерта — 25 февраля 1952, Сорокаба), в некоторых источниках Франсиско Полисе (порт.-браз. Francisco Police) — итальянский и бразильский футболист, правый защитник и полузащитник.

## Карьера
Поличе начал карьеру в клубе «Коринтианс», где являлся одним из основателей. 10 сентября 1910 года он дебютировал в основном составе команды в матче против клуба «Униан Лапа» (0:1). В 1914 году он помог команде выиграть чемпионат штата Сан-Паулу, ставший первым подобным титулом в истории клуба. Всего за «Коринтианс» Поличе сыграл 64 матча и забил 5 голов, по другим данным 63 матча.
В 1915 году Поличе сыграл три товарищеских игры за «Палестру Италию».
В 1917 году Поличе перешёл в стан «Ботафого». Полузащитник выступал за команду до 1922 года, проведя 106 матчей, в которых забил 3 гола.
В 1918 году Поличе получил бразильское гражданство. 27 января 1918 года футболист сыграл единственный матч за сборную Бразилии, в котором она проиграла уругвайскому клубу «Дублин».

## Международная статистика
| Матч Поличе за сборную Бразилии | Матч Поличе за сборную Бразилии | Матч Поличе за сборную Бразилии | Матч Поличе за сборную Бразилии | Матч Поличе за сборную Бразилии | Матч Поличе за сборную Бразилии | Матч Поличе за сборную Бразилии |
| ------------------------------- | ------------------------------- | ------------------------------- | ------------------------------- | ------------------------------- | ------------------------------- | ------------------------------- |
| №                               | Дата                            | Место проведения                | Оппонент                        | Счёт                            | Голы                            | Турнир                          |
| 1                               | 27 января 1918                  | Рио-де-Жанейро                  | Дублин                          | 0:1                             | —                               | Товарищеский матч               |

## Достижения
- Чемпион штата Сан-Паулу: 1914